# Peter Hollinger
Peter Hollinger (* 11. November 1954 in Zweibrücken; † 31. Mai 2021 in Berlin) war ein deutscher Schlagzeuger und Klangkünstler.

## Leben, Wirken, Sterben
Hollinger wuchs in Zweibrücken auf, die Mutter unterhielt als Schneidermeisterin ein Geschäft, der Vater führte eine Firma für Klimatechnik. Mit 18 Jahren, kurz vor dem Abitur, zog er aus dem Elternhaus aus.
Hollinger, der zunächst im Punkbereich tätig war (etwa mit Hans Platzgumer als „Platzlinger“), wurde vor allem durch seine Soloperformance Koffersuite, die er seit den späten 1980er Jahren aufführte, bekannt. Zuvor war er Teil eines Trios, das sich „Uludag“ nannte und machte experimentelle, anarchische Rockmusik.
Mit Jon Rose, Dietmar Diesner und Hannes Bauer spielte er während der 1990er Jahre im Improvisations-Ensemble Slawterhaus; die Jazzzeitung nannte ihn in diesem Zusammenhang einen „Irrwisch auf seinem minimalen Drum-Set“. Weiterhin arbeitete er genreübergreifend mit Wädi Gysi, Tom Cora, Elliott Sharp, Fred Frith, Corin Curschellas, Michael Rodach, John Wolf Brennan, David Moss, Steve Beresford, Conrad Bauer, Ned Rothenberg, Alexander von Schlippenbach, Heiner Goebbels und Alfred Harth. Er war zunehmend dazu übergegangen, auf Alltagsgegenständen wie Kochtöpfen, Schrottmaterialien oder Spielzeugen zu trommeln. Außerdem war er an Klangskulpturen und Klanglandschaften beteiligt.
Er erkrankte an Arthritis und litt an Hüftdysplasie. Hollinger lebte die letzten 35 Jahre seines Lebens in Berlin. Am 31. Mai 2021, einen Tag vor der vermutlich befürchteten Zwangsräumung nach einer im August 2018 erfolgten Eigenbedarfskündigung,  beging  er in seiner Wohnung in der Adalbertstraße Suizid.
Unter der Überschrift Punk is not dead luden im Tagesspiegel auf ihrer Traueranzeige einige von Hollingers Nachbarn, Freunden, Kollegen zu einem „Trauerzug mit Blechmusik“ ein für Sonntag, 27. Juni 2021, vom Kreuzberger Heinrichplatz aus, darunter Helmut Bieler-Wendt, Ursula Block, Heinz Bude, Nicholas Bussmann, Corin Curschellas, Lucile Desamory.

## Diskographische Hinweise
- Fred Van Hove, Wolfgang Fuchs, Peter Hollinger Berliner Begegnung (SAJ 47/1983)[9]
- Inneratem inneratem (kip Records 1985 mit Uli Ingenbold und Klaus Wilmanns)
- Gestalt et Jive (Creative Works 1986, mit Alfred Harth, Ferdinand Richard)
- Uludag Mau Mau (RecRec/NoMansLand 1988, mit Helmut Bieler-Wendt, Sabine Schäfer, Werner Cee)
- Hollinger Live (kip Records, 1989)
- Slawterhaus Live (Les Disques Victo, 1991)
- Wädi Gysi / Mich Gerber / Peter Hollinger Die Hand (Unit Records, 1992)
- Slawterhaus Monumental (Intakt Records, 1993)
- Peter Hollinger, Dietmar Diesner Berlin Touristen (Vexed, 1996)
- Mani Neumeier, Peter Hollinger Meet the Demons of Bali (Think Progressive, 1998)